# Victor Bruce (9e comte d'Elgin)
Pour les articles homonymes, voir Victor Bruce et Bruce.
Victor Bruce, 9e comte d'Elgin, 13e comte de Kincardine né Victor Alexander Bruce le 16 mai 1849 à Montréal dans la province du Canada et mort le 18 janvier 1917 à Dunfermline en Écosse, est un homme politique britannique qui est Vice-Roi des Indes de 1894 à 1899.